# Esperanza Parada Pedrosa
Esperanza Parada Pedrosa   (El Escorial, 18 de febrer de 1928 - Madrid, 31 de gener de 2011) va ser una pintora espanyola pertanyent al grup dels realistes de Madrid.

## Biografia
Esperanza Parada Pedrosa va començar la seva carrera pictòrica en l'Acadèmia Peña de Madrid on va ser una alumna destacada. Allí es preparava per ingressar a l'Escola de Belles arts de Madrid, si bé ella mai va arribar a ingressar en aquesta institució. En la dècada dels quaranta, va completar la seva pràctica del dibuix del natural en el Cercle de Belles arts de Madrid on va conèixer i va travar amistat amb els qui serien anys més tard els artistes de la generació dels anys cinquanta: Lucio Muñoz, Amalia Avia, Antonio López, María Moreno, Isabel Quintanilla, Francisco López i Julio López Hernández, Carmen Laffón, Esperanza Nuere i altres que van coincidir com a companys a l'Escola de Belles arts de Sant Fernando de Madrid.
El 1954, Parada, juntament amb les també alumnes, Gloria Alcahud, Cor Solís, Amalia Avia, van decidir abandonar l'Acadèmia Peña per traslladar-se a un estudi propi que van compartir durant anys. En 1956 Parada va obtindre una beca del Ministeri de Cultura per estudiar a Itàlia, viatge que va realitzar acompanyada la seva amiga Amalia Avia. La seva primera exposició individual va tenir lloc en 1957, en la Sala Macarrón de Madrid, l'única galeria privada que exposava als artistes del seu temps.
En 1962 va contreure matrimoni amb el seu company d'estudis, l'escultor Julio López Hernández, amb qui va tenir dues filles, Marcela i Esperanza.
Durant aquesta dècada va realitzar medalles i relleus de petit format que va exposar tant a Espanya com a l'estranger i, per encàrrec de la Fàbrica Nacional de Moneda, la sèrie de pintura Pobles d'Espanya. En 1964, després de treballar en la Galeria Biosca, va passar a formar part de l'equip de la Galeria Juana Mordó, una de les primeres sales d'art obertes a Madrid amb una línia expositiva de concepte europeu i calat internacional. Aquest treball li va donar l'oportunitat d'ampliar la seva formació en entrar en contacte amb els diversos artistes que allí van exposar: des del grup El Paso, els artistes Geomètrics, l'Informalisme, l'Abstracció i també els pintors i escultors figuratius i realistes.
El treball, la vida familiar i la necessitat de recursos econòmics van portar a Parada a treballar com a secretària en la galerista Juana Mordó i prioritzar la carrera artistica del seu marit, Julio López Hernández, per sobre de la seva pròpia. D'aquesta manera, la seva activitat pictòrica va quedar pràcticament abandonada.
El 1992, ja més alliberada de les ocupacions familiars, reprèn la pintura i participa en diverses mostres col·lectives, sempre vinculades al grup dels realistes madrilenys. Així en 1992 participa en la mostra Otra realidad. Compañeros en Madrid, comisariada per Álvaro Martínez Novillo, María José Salazar i Javier Tusell i organitzada per la Fundació Humanisme i Democràcia i Caja Madrid. Aquesta exposició també va ser presentada per la Fundació Marcelino Botí a Santander i, a Saragossa, al Centre d'Exposicions i Congressos de Saragossa gràcies al banc Ibercaja.
A partir del 2000, el grup inicial de l'Escola de Belles arts es va consolidar formant un conjunt homogeni dins del realisme formal i els seus components van constituir el moviment Realista de Madrid. Parada va incrementar la seva producció i va participar amb aquest grup en les exposicions que es van dur a terme en aquesta dècada.
En 2002 es van organitzar les mostres Nocturns, en la galeria Leandro Navarro de Madrid i Llum de la Mirada, en el Museu d'Art Contemporani Esteban Vicente de Segòvia.
En 2016 les seves obres van estar en el Museu Thyssen de Madrid en la rellevant mostra dedicada al grup pintors i escultors realistes que han viscut i treballat a Madrid amb el títolː Realistes de Madrid.
Al juliol de 2017 el Museu Ramón Gaya de Múrcia va oferir una exposició en la qual es van reunir, per primera vegada, un gran nombre de les seves obres, incloses les medalles i petits relleus que també va modelar en la seva faceta com a medallista. En 2017 l'exposició Realistes es va exposar en el Museu Pati Herreriano de Valladolid.
L'any 2018, amb motiu de la celebració dels 800 anys de la Universitat de Salamanca, les seves obres van integrar l'exposició col·lectiva Seduïts per la realitat que presenta el DÓNA2 Domus Artium 2002 de Salamanca.

## Estil pictòric
Esperança Parada Pedrosa, encara que vinculada amb el cercle cultural i creatiu dels artistes del grup de realistes de Madrid, va tenir un desenvolupament molt personal. Així, Parada va explorar al llarg de la seva carrera, no només el realisme, sinó altres plantejaments estètics d'avantguardes com el cubisme, l'impressionisme o l'Escola de París. Fruit d'aquest interès, en la seva obra s'aprecia una evolució cap a l'ús de plànols intercalats i colors sobris.

## Context social
La investigadora María Rosón, en la seva obra «Género, menoria y cultura visual en el primer franquismo» utilitza la figura d'Esperança Parada Pedrosa com a exemple de les dones artistes que durant i després del franquisme van ser invisibilizadas i van mancar d'espai i oportunitats per desenvolupar el seu geni i una carrera professional. Rosón parla de Parada com a «representant d'altres artistes encara desconegudes, que es poden considerar ‘fantasmes' de la història artística espanyola».